# Vilmos Huszár
Vilmos Huszár (ur. 5 stycznia 1884 w Budapeszcie, zm. 8 września 1960 w Hierden) – węgierski malarz i projektant, należał do De Stijl.

## Życiorys
W roku 1905 osiadł w Voorburgu, w Danii. W twórczości z tego okresu widać silne wpływy kubizmu i futuryzmu. Wtedy też poznał Pieta Mondriana, Theo van Doesburga, wtedy znaczących artystów, późniejszych założycieli De Stijl. W roku 1918 zaprojektował serię kolorowego wyposażenia do łazienki w The Bruynzeel House. Od roku 1920 do 1921 współpracował z Pietem Zwart'em nad projektami mebli. W roku 1923 odszedł z De Stijl i rozpoczął współpracę z Gerritem Rietveldem nad wystawą wnętrz do Wielkiej Berlińskiej Wystawy Sztuki. Od roku 1925 skoncentrował się na projektowaniu graficznym i malarstwie. Od roku 1926 jest identyfikowany z opakowaniem papierosów Miss Blanche Virginia, które to, w tym roku zaprojektował oraz kampanią reklamową tego produktu, której w całości był autorem.

## Wybrane dzieła
- Kompozycja z trójkątami – jako symbol kobiecości
- Kompozycja (1918)
- Atmosfera
- Mechaniczny tancerz
- Huszaridgers